# Filet Chateaubriand
El  Filet Chateaubriand  és una peça de carn de vaca de grans dimensions obtinguda del filet, generalment rostida a la graella i que deu el seu nom al diplomàtic francès François-René de Chateaubriand (1768-1848) que va ser el primer a servir-lo a Napoleó, sent la invenció del seu cuiner Montmirail. Se serveix el filet Chateaubriand acompanyat amb una salsa de textura cremosa, la més habitual en l'actualitat és la salsa bearnesa.

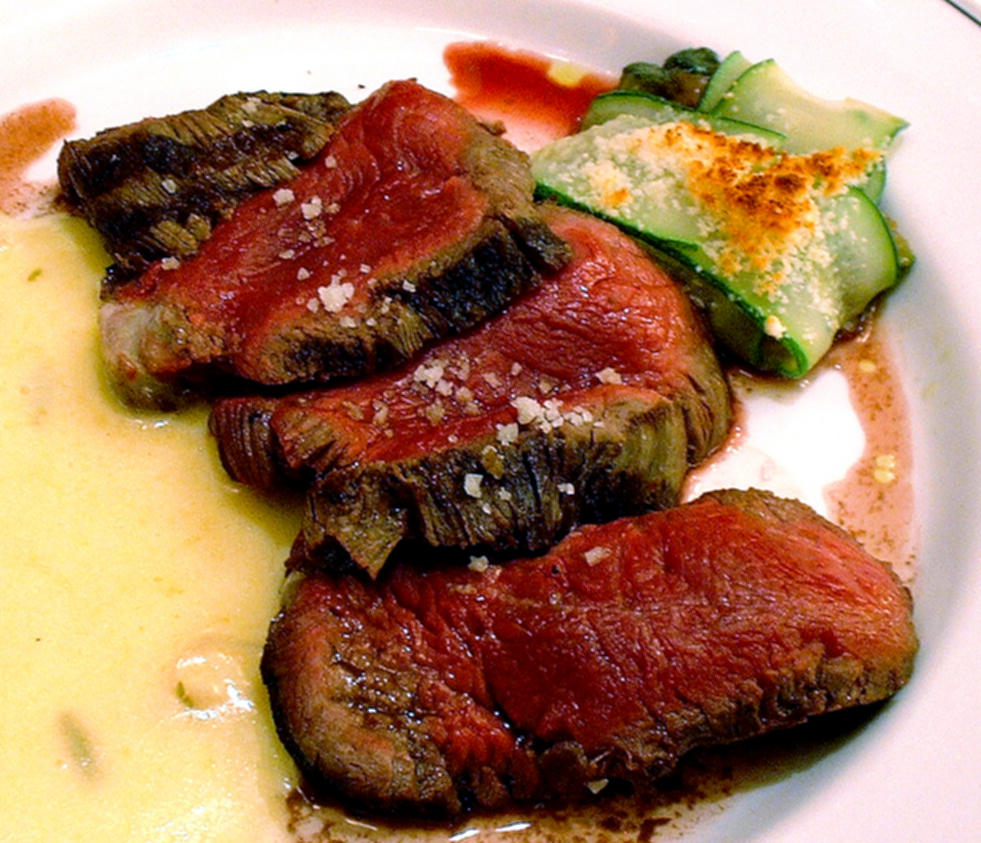
Filet Chateaubriand

## Característiques
Se sol posar a la graella lligat amb dos trossos de carn de bou a la part exterior, d'aquesta manera es rosteixen els extrems durant gairebé deu minuts quedant el filet interior 'poc fet', que és el Chateaubriand. La ració servida sota aquesta denominació és generalment de grans dimensions, el gruix del tall pot superar els quatre centímetres i arribar a pesar entre el mig quilo i els 800 grams. Es considera per la seva mida que és una ració per a dues persones.
Se sol servir 'Poc fet', amb el seu interior lleugerament rosat, en un plat calent. Les salses d'acompanyament són molt variades, una de les més freqüents és la bearnesa, però va ser abans molt emprada una salsa basada en una reducció d'escalunya amb vi blanc en mantega, unes gotes de suc de llimona i estragó.

## Variants
Sota el sobrenom  château  se sol servir en els restaurants altres peces del bou o de vedella amb una presentació similar però acompanyades de  patates château o  patates duquessa.